# Kamienica przy ulicy Ogrodowej 15 w Raciborzu
Kamienica przy ulicy Ogrodowej 15 – zabytkowa, trzykondygnacyjna, murowana z cegły secesyjna kamienica mieszkalna, znajdująca się w Raciborzu przy ulicy Ogrodowej 15. Została wybudowana w latach 1906–1909, według projektu Paula Kuhnerta. Posiada liczne detale architektoniczne. Elementy fasady są tynkowane i licowane płytkami glazurowymi. Parter oraz fragmenty wyższych kondygnacji są boniowane. W elewacji frontowej znajdują się dwa ryzality, a w tylnej jeden, do którego przylega oficyna w kształcie litery „L”. W półkolistym
ryzalicie znajduje się łukowa, zamknięta arkada prowadząca do bramy przejazdowej. Obramienia okien są profilowane, dekoracja płycin podokiennych i balkonowych zdobiona jest motywami roślinnymi. Portal flankowany jest kolumienkami, zamknięty łukiem z kluczem zdobionym motywami słonecznika i winorośli. 30 kwietnia 1993 roku budynek został wpisany do rejestru zabytków pod numerem A/1520/93.